# Boca de Oro, Hidalgotitlán
Boca de Oro är en ort i Mexiko.   Den ligger i kommunen Hidalgotitlán och delstaten Veracruz, i den sydöstra delen av landet, 500 km öster om huvudstaden Mexico City. Boca de Oro ligger 21 meter över havet och antalet invånare är 303.
Terrängen runt Boca de Oro är platt. Runt Boca de Oro är det ganska glesbefolkat, med 29 invånare per kvadratkilometer. Närmaste större samhälle är Hidalgotitlán, 19,9 km norr om Boca de Oro. Trakten runt Boca de Oro består till största delen av jordbruksmark.